# Susanne Mischke

Susanne Mischke (2004)

Susanne Mischke (* 15. August 1960 in Kempten (Allgäu)) ist eine deutsche Schriftstellerin und Drehbuchautorin.

## Leben und Wirken
Susanne Mischke machte 1981 ihr Abitur in Kempten und studierte anschließend an der dortigen Fachhochschule Kempten Betriebswirtschaftslehre. Nach verschiedenen beruflichen Stationen in der Computerbranche und als Journalistin veröffentlichte sie im Jahr 1994 ihren ersten Roman Stadtluft, eine Satire, die im Berlin-Kreuzberg der 80er Jahre spielt.
Im Jahr 1996 erschien ihr erster Kriminalroman Mordskind, der 2001 unter dem Titel Paulas Schuld vom ZDF verfilmt wurde. Ihr Roman Die Eisheilige, der 1998 erschien, wurde 2005 unter dem Titel Hexenküsse, mit Julia Stemberger und Christian Berkel in den Hauptrollen und unter der Regie von Johannes Fabrick, ebenfalls vom ZDF verfilmt.
1997 erschien ihr vom Deutschlandfunk produziertes Kriminalhörspiel Die Witwen. Für die Krimiserie Alarm für Cobra 11 schrieb Susanne Mischke zwei Drehbücher, die in den Jahren 1997 und 1998 verfilmt wurden.
Neben zahlreichen Kriminalromanen veröffentlichte sie seit 2007 auch mehrere Jugendbücher. Seit 2007 ist sie außerdem Herausgeberin einer Krimireihe im Zu Klampen Verlag in Springe.
Die Autorin ist seit 1999 Mitglied im Syndikat, der Autorengruppe für deutschsprachige Kriminalliteratur und bei der Vereinigung Mörderische Schwestern. Von 2001 bis 2004 war sie die Präsidentin der deutschsprachigen Sektion der Sisters in Crime.
Susanne Mischke lebte und arbeitete längere Zeit in und um Hannover und inzwischen in Wertach im Oberallgäu.

## Preise und Auszeichnungen
- 1996 erhielt Mischke den Georg-Christoph-Lichtenberg-Preis.
- Für den Roman "Wer nicht hören will, muss fühlen" bekam sie 2001 die Agathe, den Frauen-Krimipreis der Stadt Wiesbaden.

## Werke
- Stadtluft. Piper Verlag, München; Zürich 1994, ISBN 3-492-11858-5.
- Freeway. Piper Verlag, München; Zürich 1995, ISBN 3-492-12191-8. (ab 2001 Schneeköniginnen)
- Mordskind. Piper Verlag, München; Zürich 1996, ISBN 3-492-03888-3.
- Das Kulturnest: Aufgefallenes, Aufgeschnapptes und Lästerliches aus dem kulturellen Leben Seeheim-Jugendheims. Verlag der Buchhandlung und Galerie Böhler, Seeheim-Jugenheim; Bensheim 1997, ISBN 3-920753-13-5.
- Die Eisheilige. Piper Verlag, München; Zürich 1998, ISBN 3-492-04051-9.
- Der Mondscheinliebhaber. Piper Verlag, München; Zürich 1999, ISBN 3-492-22828-3.
- Wer nicht hören will, muß fühlen. Piper Verlag, München; Zürich 2000, ISBN 3-492-04241-4.
- Schwarz ist die Nacht. Piper Verlag, München; Zürich 2001, ISBN 3-492-27030-1.
- Die Mörder, die ich rief. Piper Verlag, München; Zürich 2002, ISBN 3-492-27038-7.
- Das dunkle Haus am Meer. Piper Verlag. München; Zürich 2003, ISBN 3-492-04242-2.
- Wölfe und Lämmer. Piper Verlag, München; Zürich 2005, ISBN 3-492-24236-7.
- Liebeslänglich. Piper Verlag, München; Zürich 2006, ISBN 3-492-04843-9.
- Sau tot: Krimi. Edition Nautilus, Hamburg 2007, ISBN 978-3-89401-542-8.
- Nixenjagd. Arena Verlag, Würzburg 2007, ISBN 978-3-401-06088-0.
- Karriere mit Hindernissen. Piper Verlag, München; Zürich 2007, ISBN 978-3-492-26234-7.
- Der Tote vom Maschsee. Piper Verlag, München; Zürich 2008, ISBN 978-3-492-05146-0.
- Waldesruh. Arena Verlag, Würzburg 2009, ISBN 978-3-401-06336-2.
- Tod an der Leine. Piper Verlag, München; Zürich 2009, ISBN 978-3-492-25771-8.
- Die schwarze Seele des Engels. Arena Verlag, Würzburg 2009, ISBN 978-3-401-06388-1.
- Zickenjagd. Arena Verlag, Würzburg 2010, ISBN 978-3-401-06414-7.
- Totenfeuer. Piper Verlag, München; Zürich 2010, ISBN 978-3-492-25983-5.
- Todesspur. Piper Verlag, München; Zürich 2011, ISBN 978-3-492-27226-1.
- Rosengift. Arena Verlag, Würzburg 2011, ISBN 978-3-401-06601-1.
- Weiß ist die Unschuld. Arena Verlag, Würzburg 2012, ISBN 978-3-401-50396-7.
- Röslein stach. Arena Verlag, Würzburg 2012, ISBN 978-3-401-06679-0.
- Mordsweiber: Kleine böse Geschichten. Zu Klampen Verlag, Springe 2012, ISBN 978-3-86674-177-5.
- Susanne Mischke (Hrsg.): Ein Bier, ein Wein, ein Mord: 7 hannoversche Kneipenkrimis. Zu Klampen Verlag, Springe 2012, ISBN 978-3-86674-178-2.
- Töte, wenn du kannst! Bloomsbury Verlag, Berlin 2013, ISBN 978-3-8270-1141-1.
- Schneeweiß, blutrot. Arena Verlag, Würzburg 2013, ISBN 978-3-401-06845-9.
- Einen Tod musst du sterben. Piper Verlag, München; Zürich 2014, ISBN 978-3-492-30329-3.
- Kalte Fährte. Bloomsbury Verlag, Berlin 2015, ISBN 978-3-8270-1248-7.
- Warte nur ein Weilchen. Piper Verlag, München; Berlin; Zürich 2016, ISBN 978-3-492-06020-2.
- Sonst brichst du mir das Herz. Arena Verlag, Würzburg 2016, ISBN 978-3-401-60223-3.
- mit Richard Birkefeld und Cornelia Kuhnert: Mörderisches Hannover: Gnadenlose Weihnachtskrimis. Vitolibro, Malente 2016, ISBN 978-3-86940-027-3.
- Winterküsse in New York. Deutscher Taschenbuch Verlag, München 2017, ISBN 978-3-423-71751-9.
- Mordskerle: Kleine böse Geschichten. Zu Klampen Verlag, Springe 2017, ISBN 978-3-86674-548-3.
- Don´t kiss Ray. Deutscher Taschenbuch Verlag, München, ISBN 978-3-423-74026-5.
- Alte Sünden. Piper Verlag, München 2017, ISBN 978-3-492-06074-5.
- Der Muttertagsmörder und andere Krimikurzgeschichten. Piper Verlag, München 2018, ISBN 978-3-492-50199-6.
- Zärtlich ist der Tod. Piper Verlag, München 2019, ISBN 978-3-492-06128-5.
- Blank Space. bold, München 2019, ISBN 978-3-423-23000-1.
- Hättest du geschwiegen. Piper Verlag, München 2020, ISBN 978-3-492-06136-0.
- Fürchte dich vor morgen. Piper Verlag, München 2021, ISBN 978-3-492-06209-1.
- Eiskalt tanzt der Tod. Piper Verlag, München 2022, ISBN 978-3-492-06295-4.
- Deine Welt wird brennen. Piper Verlag, München 2023, ISBN 978-3-492-06373-9.
- Alle sehen dich. Piper Verlag, München 2023, ISBN 978-3-492-06372-2.
- Wehe, du irrst dich. Piper Verlag, München 2025, ISBN 978-3-492-06514-6.